# Nick Heyward
Nicholas Heyward, född 20 maj 1961 i Beckenham, är en brittisk sångare, låtskrivare och gitarrist. Nick Heyward började sin karriär som medlem av new wave-bandet Haircut One Hundred som hade fyra topp 10-hits i Storbritannien under det tidiga 1980-talet. Heyward lämnade gruppen 1983 och satsade på en solokarriär. Debutalbumet North of a Miracle blev en succé och gav tre topp 20-hits på brittiska singellistan med låtarna "Whistle Down the Wind", "Take That Situation" och "Blue Hat for a Blue Day".
Efter ett par mindre framgångsrika uppföljare lämnade han tillfälligt musikbranschen och fokuserade på sin andra karriär som grafisk formgivare. På 1990-talet återkom han med två album i britpop-stil och fick kontrakt med Creation Records, där han gav ut albumet The Apple Bed 1998. Under 2000-talet har han uppträtt med ett återförenat Haircut One Hundred och som soloartist. 2017 utkom albumet Woodland Echoes.

## Diskografi
Album med Haircut One Hundred
- 1982 – Pelican West (#2 Storbritannien)

Album som soloartist
- 1983 – North of a Miracle (#10 Storbritannien)
- 1986 – Postcards from Home
- 1988 – I Love You Avenue
- 1993 – From Monday to Sunday
- 1995 – Tangled
- 1996 – The Greatest Hits of Nick Heyward & Haircut 100
- 1998 – The Apple Bed
- 2001 – Open Sesame Seed (tillsammans med Greg Ellis)
- 2003 – The Very Best of Nick Heyward
- 2006 – The Mermaid & The Lighthouse Keeper (tillsammans med India Dupre)
- 2009 – Favourite Songs
- 2017 – Woodland Echoes

Singlar med Haircut 100
- 1981 – "Favorite Shirts (Boy Meets Girl)" (#4 Storbritannien)
- 1981 – "Love Plus One" (#3 Storbritannien, #37 USA)
- 1982 – "Fantastic Day" (#9 Storbritannien)
- 1982 – "Nobody's Fool" (#9 Storbritannien)

Singlar som soloartist
- 1983 – "Whistle Down the Wind" (#13 Storbritannien)
- 1983 – "Take That Situation" (#11 Storbritannien)
- 1983 – "Blue Hat for a Blue Day" (#14 Storbritannien)
- 1983 – "On a Sunday" (#52 Storbritannien)
- 1984 – "Love All Day" (#31 Storbritannien)
- 1984 – "My Pure Lady" (släpptes endast i Japan)
- 1984 – "Warning Sign" (#25 Storbritannien)
- 1985 – "Laura" (#45 Storbritannien)
- 1986 – "Over the Weekend" (#43 Storbritannien)
- 1986 – "Goodbye Yesterday"
- 1988 – "You're My World (Nick Heyward)" (#67 Storbritannien)
- 1989 – "Tell Me Why (Nick Heyward)"
- 1993 – "He Doesn't Love You Like I Do" (#58 Storbritannien)
- 1993 – "Kite" (#44 Storbritannien)
- 1995 – "The World" (#47 Storbritannien)
- 1996 – "Rollerblade" (#37 Storbritannien)
- 1997 – "The Man I Used to Be"
- 1997 – "Today"
- 1998 – "Stars in Her Eyes"
- 2017 – "Baby Blue Sky / Mountaintop"
- 2017 – "Perfect Sunday Sun"
- 2012 – "The Stars"